# Scatopsciara atomaria
Scatopsciara atomaria är en tvåvingeart som först beskrevs av Zetterstedt 1851.  Scatopsciara atomaria ingår i släktet Scatopsciara och familjen sorgmyggor.
Artens utbredningsområde är Norge. Arten är reproducerande i Sverige. Inga underarter finns listade i Catalogue of Life.